# George Edward Cokayne
Pour les articles homonymes, voir Cockayne.
George Edward Cokayne, (29 avril 1825 - 6 août 1911), est un généalogiste anglais et héraut au College of Arms de Londres, qui finit par atteindre le grade de Clarenceux King of Arms. Il écrit les ouvrages de référence faisant autorité The Complete Peerage et The Complete Baronetage.

## Biographie

### Famille et formation
George Edward Cokayne est né le 29 avril 1825, sous le nom de famille Adams, étant le fils de William Adams et de son épouse Mary Anne Cokayne, fille du vicomte Cullen. Il est baptisé « George Edward Adams ». Le 15 août 1873, il change son nom de famille en Cokayne.
Il est diplômé du Collège d'Exeter le 6 juin 1844 et obtient son BA en 1848 et sa maîtrise en 1852. Il est admis comme étudiant de Lincoln's Inn le 16 janvier 1850 et appelé au barreau le 30 avril 1853 .
Le 2 décembre 1856, il épouse Mary Dorothea Gibbs, fille de George Henry Gibbs et de son épouse Caroline Crawley. Le couple a huit enfants, dont deux fils et deux filles ont survécu à leur père. L'un de ses fils, Brien Cokayne (1er baron Cullen d'Ashbourne), devient gouverneur de la Banque d'Angleterre de 1918 à 1920 et est anobli en 1920 en tant que baron Cullen d'Ashbourne.
Il meurt le 6 août 1911 à l'âge de 86 ans.

## Carrière
Il commence sa carrière héraldique au College of Arms de Londres avec une nomination en 1859 au poste de Rouge Dragon Pursuivant of Arms in Ordinary, et est promu en 1870 au poste de Lancaster Herald of Arms in Ordinary. En 1882, il est promu Norroy, roi des armes, poste qu'il occupe jusqu'à sa nomination en tant que roi des armes de Clarenceux en 1894, qu'il occupe jusqu'à sa mort en 1911.

## Publications
George Edward Cokayne a écrit The Complete Peerage, dont la première édition est publiée entre 1887 et 1898.

## Pour approfondir